# والتر إي. كوكي
والتر إي. كوكي (بالإنجليزية: Walter E. Cooke)‏ هو سياسي أمريكي، ولد في 22 نوفمبر 1910، وتوفي في 31 ديسمبر 1982. حزبياً، نشط في الحزب الديمقراطي. وقد انتخب عضو جمعية ولاية نيويورك وانتخب عضو مجلس ولاية نيويورك.